# Nürnberger Versicherungscup 2016
Nürnberger Versicherungscup 2016 byl tenisový turnaj pořádaný jako součást ženského okruhu WTA Tour, který se hrál na otevřených antukových dvorcích v místním tenisovém klubu. Probíhal mezi 15. až 21. květnem 2016 v německém Norimberku jako čtvrtý ročník turnaje.
Turnaj s rozpočtem 250 000 dolarů patřil do kategorie WTA International Tournaments. Nejvýše nasazenou hráčkou ve dvouhře se stala světová sedmička Roberta Vinciová z Itálie. Jako poslední přímá účastnice do dvouhry nastoupila 93. slovinská hráčka Polona Hercogová.
První double kariéry získala Nizozemka Kiki Bertensová, když jako kvalifikantka ovládla dvouhru a spolu se Švédkou Johannou Larssonovou vybojovala také trofej ze čtyřhry.

## Distribuce bodů a finančních odměn

### Distribuce bodů
| Soutěž  | vítězky | finalistky | semifinalistky | čtvrtfinalistky | 16 v kole | 32 v kole | Q  | Q3 | Q2 | Q1 |
| ------- | ------- | ---------- | -------------- | --------------- | --------- | --------- | -- | -- | -- | -- |
| dvouhra | 280     | 180        | 110            | 60              | 30        | 1         | 18 | 14 | 10 | 1  |
| čtyřhra | 280     | 180        | 110            | 60              | 1         | —         | —  | —  | —  | —  |

### Finanční odměny
| Soutěž                                | vítězky | finalistky | semifinalistky | čtvrtfinalistky | 16 v kole | 32 v kole | Q2   | Q1   |
| ------------------------------------- | ------- | ---------- | -------------- | --------------- | --------- | --------- | ---- | ---- |
| dvouhra                               | €34 677 | €17 258    | €9 274         | €4 980          | €2 742    | €1 694    | €823 | €484 |
| čtyřhra                               | €9 919  | €5 161     | €2 770         | €1 468          | €774      | —         | —    | —    |
| částky ve čtyřhře jsou uváděny na pár |         |            |                |                 |           |           |      |      |

## Ženská dvouhra

### Nasazení
| Stát                          | Hráčka                | WTA | Nasazení |
| ----------------------------- | --------------------- | --- | -------- |
| Itálie                        | Roberta Vinciová      | 7.  | 1.       |
| Německo                       | Laura Siegemundová    | 38. | 2.       |
| Německo                       | Annika Becková        | 41. | 3.       |
| Ukrajina                      | Lesja Curenková       | 42. | 4.       |
| Německo                       | Sabine Lisická        | 44. | 5.       |
| Japonsko                      | Misaki Doiová         | 45. | 6.       |
| Německo                       | Anna-Lena Friedsamová | 50. | 7.       |
| Kazachstán                    | Julia Putincevová     | 54. | 8.       |
| Žebříček WTA k 9. květnu 2016 |                       |     |          |

### Jiné formy účasti
Následující hráčky obdržely divokou kartu do hlavní soutěže:
- Mira Antonitschová
- Katharina Gerlachová
- Katharina Hobgarská

Následující hráčky postoupily z kvalifikace:
- Kiki Bertensová
- Olga Fridmanová
- Barbora Krejčíková
- Tatjana Mariová
- Marina Melnikovová
- Stephanie Vogtová

Následující hráčky postoupily z kvalifikace jako tzv. šťastné poražené:
- Cristina Dinuová[1]
- Antonia Lottnerová[1]

### Odhlášení
před zahájením turnaje
- Mona Barthelová → nahradila ji Carina Witthöftová
- Angelique Kerberová → nahradila ji Anastasija Sevastovová
- Madison Keysová → nahradila ji Polona Hercogová
- Karin Knappová → nahradila ji Bethanie Matteková-Sandsová
- Bethanie Matteková-Sandsová (poranění ruky)[1] → nahradila jireplaced by Antonia Lottnerová
- Anastasija Sevastovová (poranění hlezna)[1] → nahradila ji Cristina Dinuová

## Ženská čtyřhra

### Nasazení
| Stát                                                                      | Hráčka                | Stát            | Hráčka                | WTA  | Nasazení |
| ------------------------------------------------------------------------- | --------------------- | --------------- | --------------------- | ---- | -------- |
| Nizozemsko                                                                | Kiki Bertensová       | Švédsko         | Johanna Larssonová    | 103. | 1.       |
| Gruzie                                                                    | Oxana Kalašnikovová   | Německo         | Tatjana Mariová       | 106. | 2.       |
| Rumunsko                                                                  | Ioana Raluca Olaruová | Lichtenštejnsko | Stephanie Vogtová     | 128. | 3.       |
| Rusko                                                                     | Věra Duševinová       | Austrálie       | Anastasia Rodionovová | 129. | 4.       |
| Žebříček WTA k 9. květnu 2016; číslo je součtem umístění obou členek páru |                       |                 |                       |      |          |

### Jiné formy účasti
Následující páry obdržely divokou kartu do hlavní soutěže:
- Katharina Hobgarská /  Carina Witthöftová
- Sandra Klemenschitsová /  Antonia Lottnerová

## Přehled finále

### Ženská dvouhra
- Kiki Bertensová vs.  Mariana Duqueová Mariñová, 6–2, 6–2

### Ženská čtyřhra
- Kiki Bertensová /  Johanna Larssonová vs.  Šúko Aojamová /  Renata Voráčová, 6–3, 6–4